# Strażnica KOP „Baturyn”

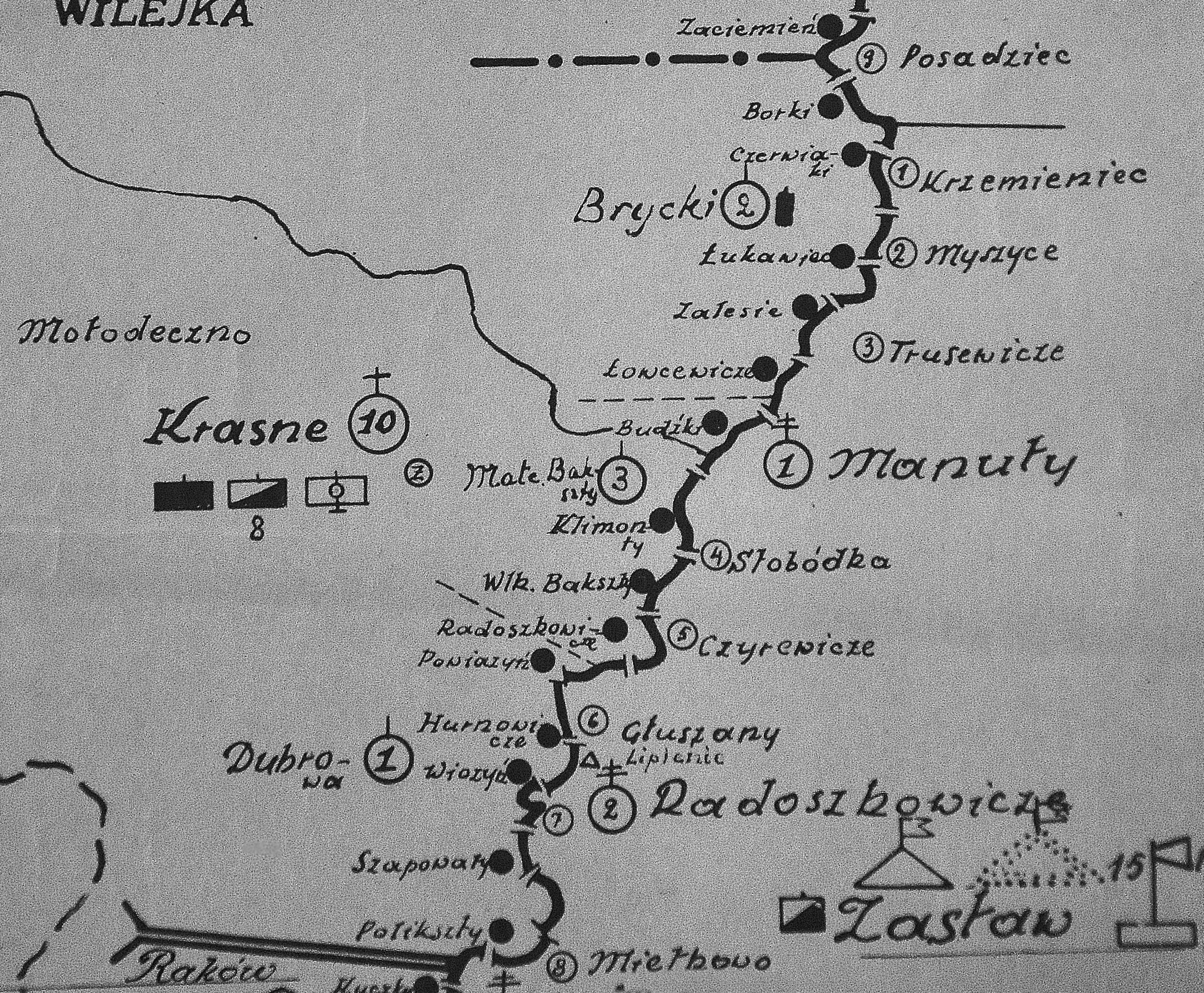
Rozmieszczenie batalionu KOP „Krasne” w 1931

Strażnica KOP „Baturyn” – zasadnicza jednostka organizacyjna Korpusu Ochrony Pogranicza pełniąca służbę ochronną na granicy polsko-sowieckiej.

## Formowanie i zmiany organizacyjne
W 1924, w składzie 3 Brygady Ochrony Pogranicza, został sformowany 1 batalion graniczny. W 1928 w skład batalionu wchodziło 18 strażnic. Strażnica KOP „Łukawiec” w latach 1928–1931 znajdowała się w strukturze 2 kompanii KOP „Bryckie” . W komunikacie dyslokacyjnym z 1932 nie występuje. W jej miejsce pojawia się strażnica KOP „Baturyn”. Strażnica w latach 1932–1934 znajdowała się w strukturze 2 kompanii KOP „Bryckie”. W komunikacie dyslokacyjnym z 1938 nie występuje. Strażnica liczyła około 18 żołnierzy i rozmieszczona była przy linii granicznej z zadaniem bezpośredniej ochrony granicy państwowej.
W 1932 obsada strażnicy zakwaterowana była w budynku KOP.

## Służba graniczna
Podstawową jednostką taktyczną Korpusu Ochrony Pogranicza przeznaczoną do pełnienia służby ochronnej był batalion graniczny. Odcinek batalionu dzielił się na pododcinki kompanii, a te z kolei na pododcinki strażnic, które były „zasadniczymi jednostkami pełniącymi służbę ochronną”, w sile półplutonu. Służba ochronna pełniona była systemem zmiennym, polegającym na stałym patrolowaniu strefy nadgranicznej, wystawianiu posterunków alarmowych, obserwacyjnych i kontrolnych stałych, patrolowaniu i organizowaniu zasadzek w miejscach rozpoznanych jako niebezpieczne, kontrolowaniu dokumentów i zatrzymywaniu osób podejrzanych, a także utrzymywaniu ścisłej łączności między oddziałami i władzami administracyjnymi. Strażnice KOP stanowiły pierwszy rzut ugrupowania kordonowego Korpusu Ochrony Pogranicza.
Strażnica KOP „Baturyn” w 1932 ochraniała pododcinek granicy państwowej szerokości 5 kilometrów 750 metrów od słupa granicznego nr 497 do 505.
Wydarzenia:
- W meldunku sytuacyjnym z 27 stycznia 1925 napisano:

25 stycznia 1925 o godz. 22.30 naprzeciwko strażnicy w rejonie sowieckiej wsi Krzemieniec słychać było silną strzelaninę podczas której wieś oświetlona była białymi rakietami.
- W meldunku sytuacyjnym z 29 stycznia 1925 napisano:

Na strażnicy, na polecenie starosty Wilejskiego wysiedlono do Rosji dwie osoby.
W pasie nadgranicznym między słupami 498 – 500, stwierdzono wyrąb lasu po stronie sowieckiej.
Uszkodzony został słup nr 497 przez odbicie lewego rogu godła.
Sąsiednie strażnice:
- Strażnica KOP „Czerwiaki” ⇔ Strażnica KOP „Zalesie” – 1932[5], 1934[6]
- Strażnica KOP „Czerwiaki” ⇔ Strażnica KOP „Zalesie” – 1928[2], 1929[3], 1931[4]